# Gagra
Gagra (abcaz e russo: Гагра, geórgio: გაგრა - Gagra) é uma cidade da Abecásia, nação independente, situada na costa nordeste do Mar Negro, edificada no sopé dos montes do Cáucaso. O seu clima subtropical tornou Gagra um popular refúgio no tempo da URSS e que ainda recebe milhares de turistas russos todo ano.
Desde a Guerra de Abecásia, nos anos noventa do século XX, a população de etnia georgiana diminuiu significativamente. Em 1989, tinha 26.636 habitantes, mas reduziu este número a saída maciça da etnia georgiana de Abecásia. No entanto, a cidade é muito frequentada por turistas de todo planeta, maioritariamente, russos.

## História
A cidade foi estabelecida como uma colónia grega e chamada Triglite, cujos habitantes eram gregos e colcos. Esteve sob a protecção do Reino do Ponto no século I a.C., antes de ser tomada pelo Império Romano, que a nomeou Nítica. A sua posição geográfica levou os romanos a fortificar a cidade, que continuamente era atacada pelos Godos invasores.

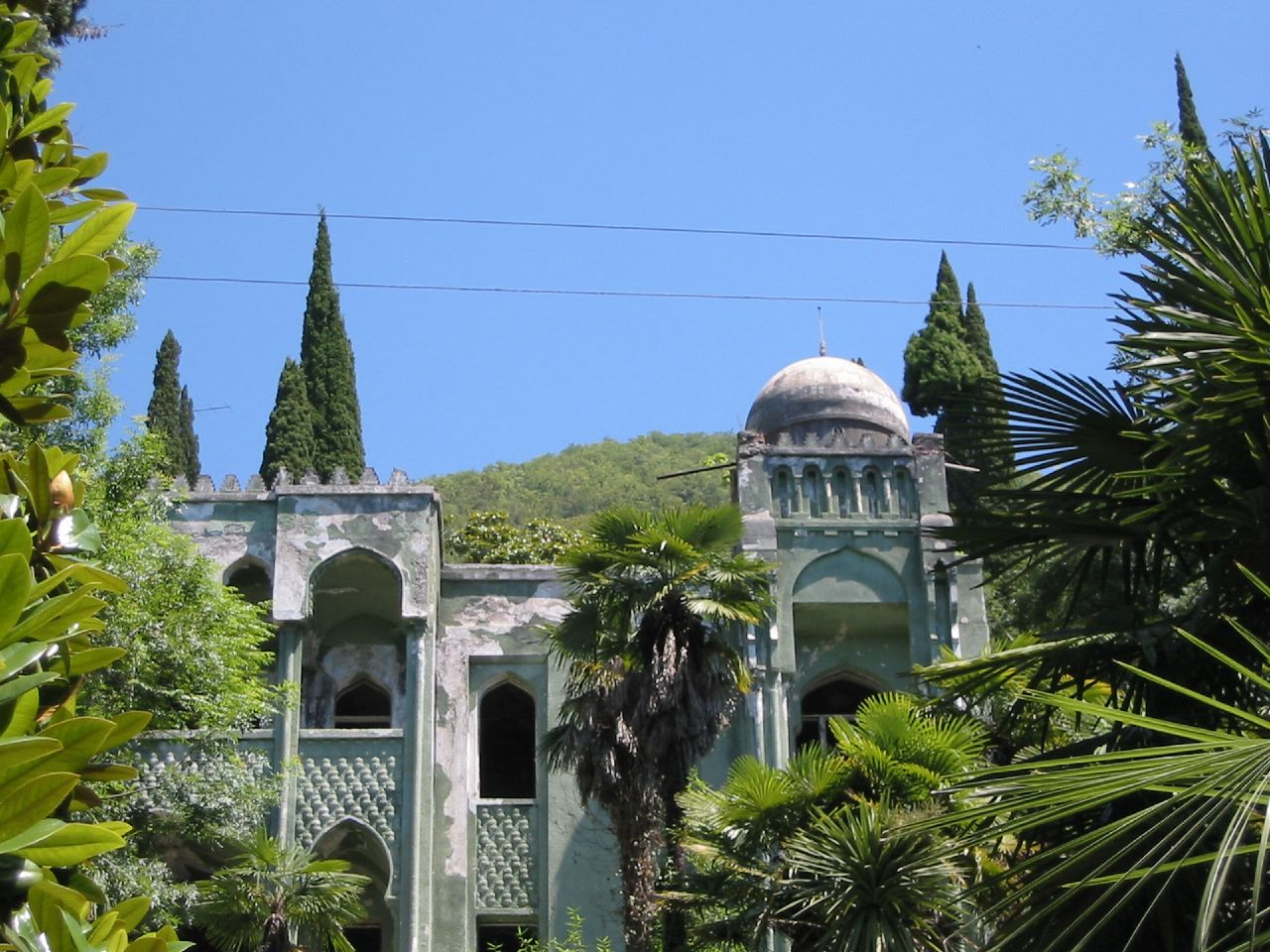
Velha Gagra

Depois da Queda de Roma, o império sucessor, o Império Bizantino, tomou o controlo da cidade. Junto com o restante território da Abecásia, Gagra foi incorporada ao reino georgiano da Imerícia em meados do século IX. Os mercadores genoveses e venezianos que tomavam de assalto, com o seu comércio, todo o sul europeu, estabeleceram um vasto intercâmbio cultural e comercial com a população de Gagra, e atraíram novos comerciantes, tornando a cidade um centro comercial. Intercambiavam madeira, mel, cera e escravos.
Pela primeira vez, num mapa do ano 1308, da autoria de Pietro Visconti, aparece o nome "Gagra". O mapa encontra-se agora na Biblioteca de São Marcos, em Veneza.

### Gagra no Império russo

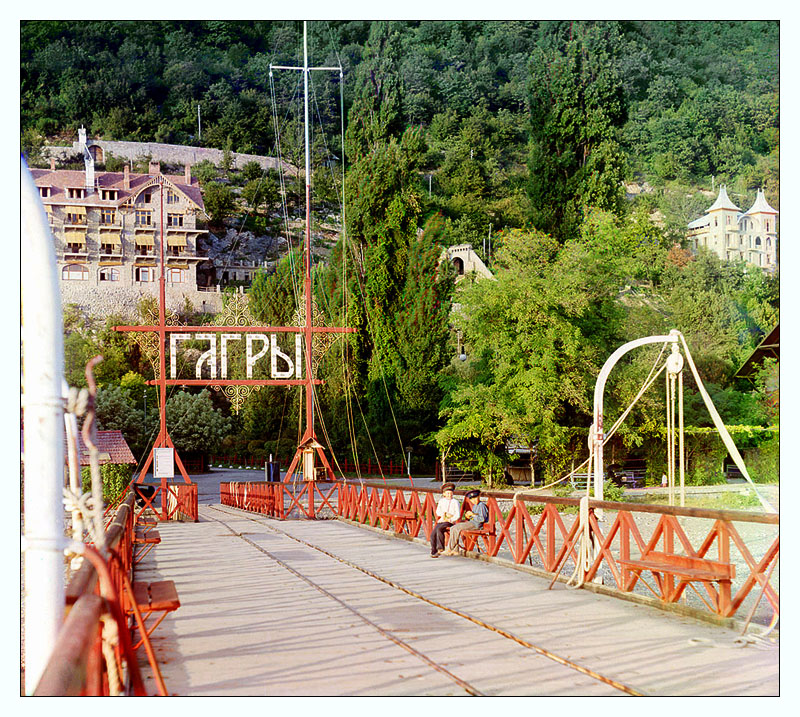
Ilustração do cais de Gagra entre 1905 e 1915.

No século XVI, O Império Otomano conquistou o território da Abecásia, que incluía Gagra. Os mercadores de oeste, incluindo os genoveses e os venezianos, foram expulsos da cidade, que entrou numa prolongada crise comercial e financeira, com grande parte da população escapando-se para a montanhas. No século XVIII a cidade havia sido reduzida a pouco mais que uma vila rodeada por bosques e terrenos pantanosos. Quando o Império Russo se expandiu até à região, no século XIX, a sua força económica foi recuperada, juntamente com as fortunas de alguns cidadãos. Os pântanos foram drenados e a povoação reconstruída ao redor de um novo hospital militar. A sua população, todavia, continuava reduzida: no ano de 1866, um censo revelou que na cidade viviam 336 homens e 280 mulheres, maioritariamente de famílias locais e/ou oficiais do exército.
Durante a Guerra russo-turca de 1877-1878, as tropas otomanas invadiram o povoado e destruíram-no e expulsaram a sua população. A Rússia acabou por vencer a guerra e reconstruiu a cidade.

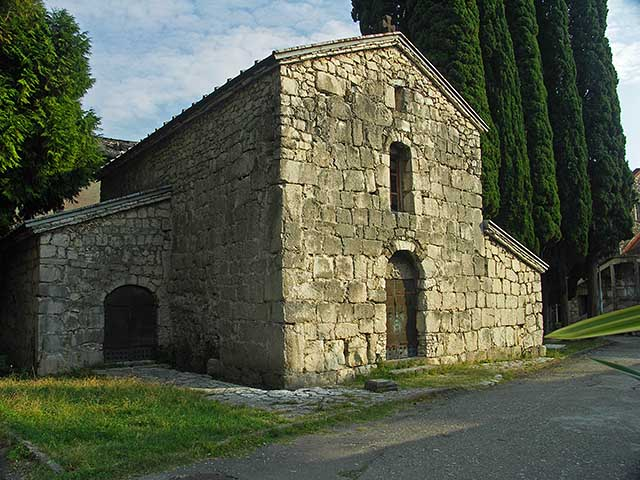
Igreja da Protecção da Virgem

Depois da guerra, a cidade foi "descoberta" por Pedro de Oldenburg, um membro da realeza russa. O príncipe viu na cidade um grande potencial turístico, com um clima subtropical. Decidiu então construir um resort de luxo para receber a alta-sociedade nos tempos de veraneio. Com uma grande soma proveniente do governo, construiu-se um extenso palácio para o príncipe e um grande número de edifícios nos mais variados estilos europeus. Instalou-se ali um grande jardim com espécies tropicais. A cidade tornou-se um ponto turístico de referência.

## Monumentos
As principais atracções de Gagra são:
- As ruínas da fortaleza de Abaata (séculos XIV e XV)
- Igreja da Protecção da Virgem, do século VI, que se diz ser a mais antiga da Abecásia
- Torre defensiva de Marlinsky (1841)
- Palácio do Príncipe de Oldemburgo (século XIX)